# Casa El Jardín
La Casa El Jardín  es una casa histórica ubicada en Miami, Florida. La Casa El Jardín se encuentra inscrita  en el Registro Nacional de Lugares Históricos desde el 30 de agosto de 1974.  

## Ubicación
La Casa El Jardín se encuentra dentro del condado de Miami-Dade en las coordenadas 25°43′18″N 80°14′54″O / 25.721667, -80.248333.